# پنبه داروین
پنبه داروین (نام علمی: Gossypium darwinii) نام یک گونه از سرده پنبه است.

## نگارخانه

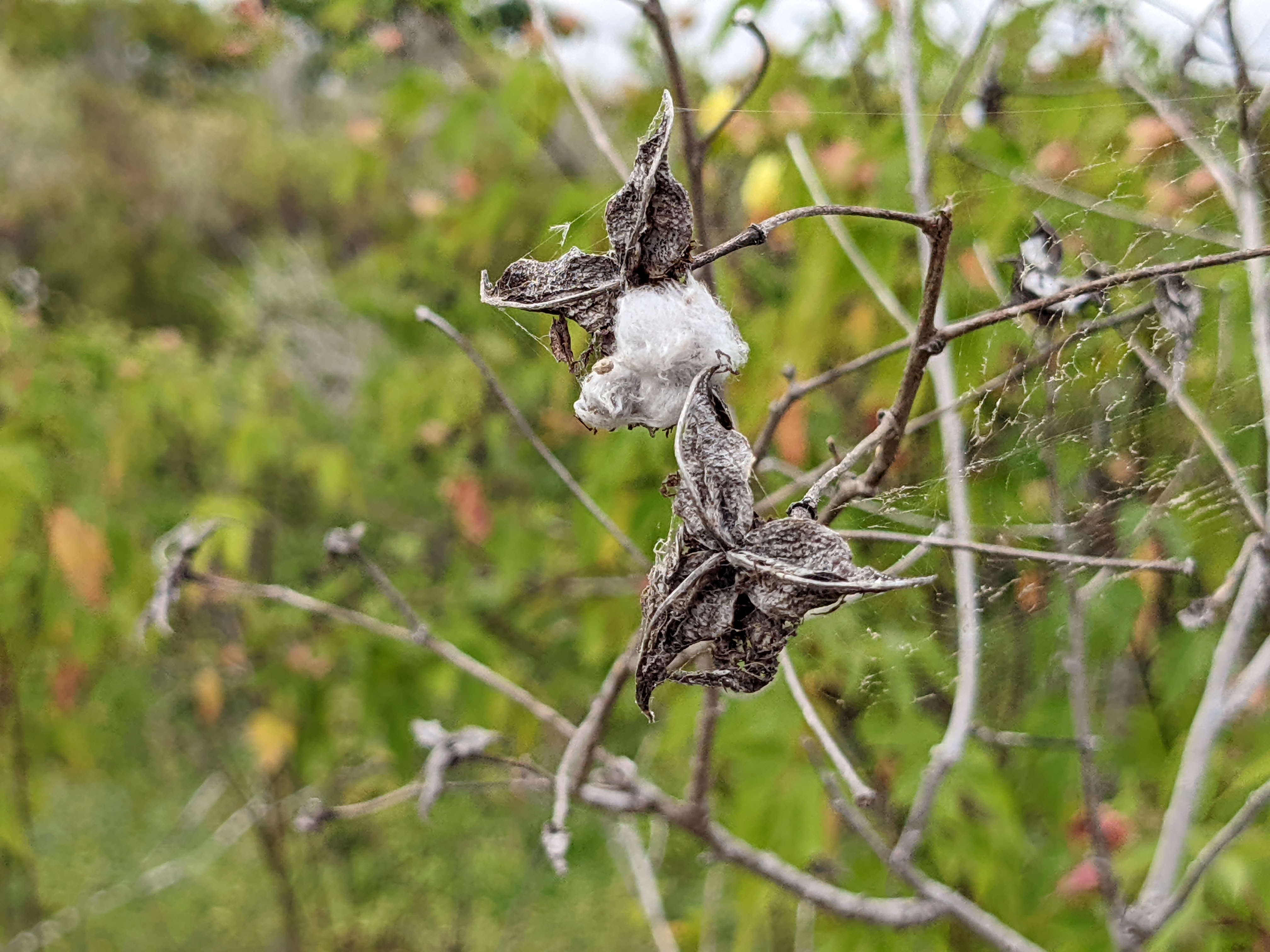
پنبه داروین
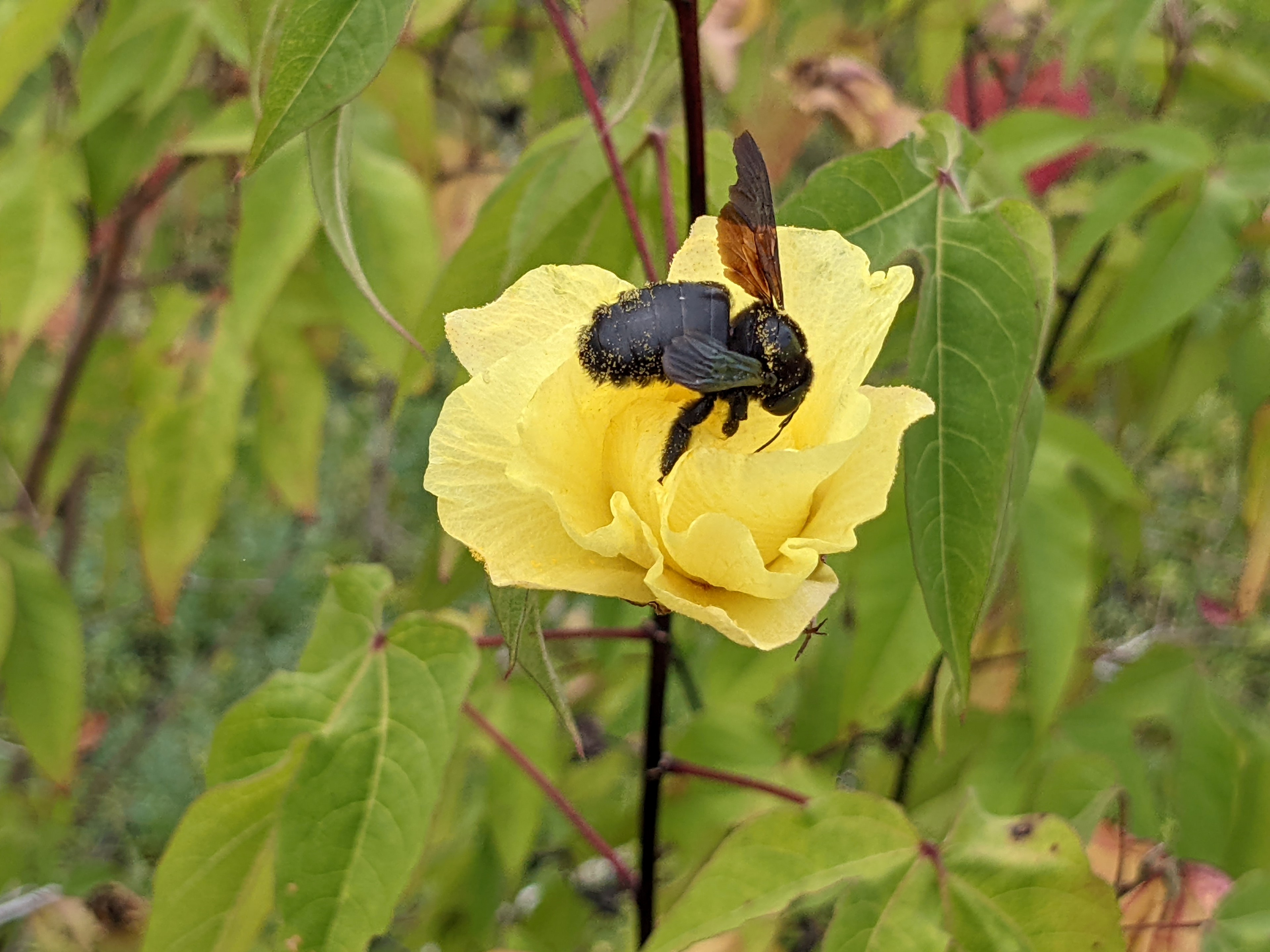
زنبور بر روی گل پنبه داروین
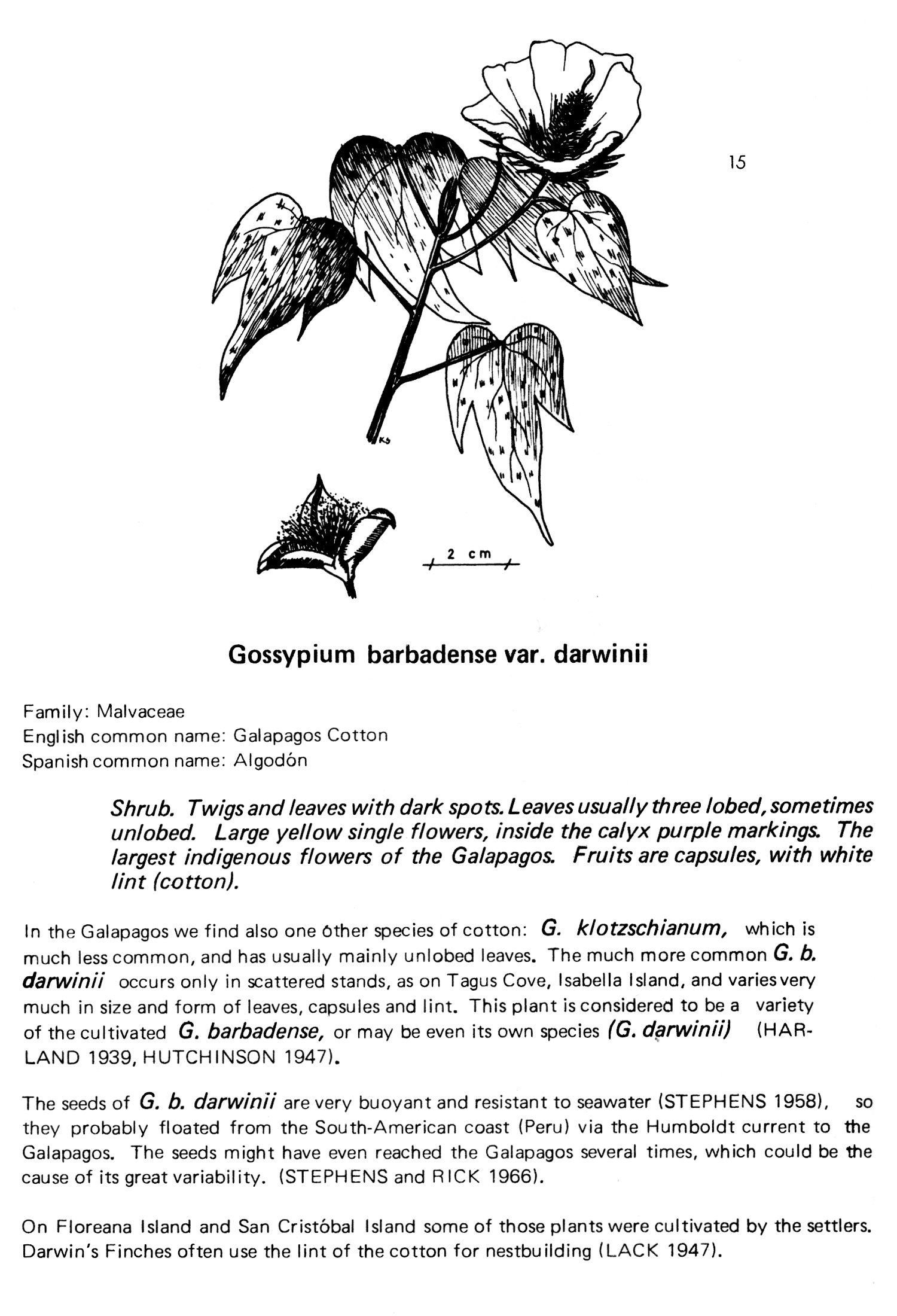
متن کتابی در مورد پنبه داروین